# عزلة بيت الصائدي (إب)

تعديل مصدري - تعديل

عزلة بيت الصائدي هي إحدى عزل مديرية الشعر في محافظة إب اليمنية ويبلغ تعداد سكانها 4600 نسمة حسب التعداد السكاني في اليمن لعام 2004.

## روابط خارجية
- الجهاز المركزي للإحصاء بالجمهورية اليمنية
- المركز الوطني للمعلومات باليمن
- الدليل الشامل